# Myiodactylus maculatus
Myiodactylus maculatus är en insektsart som beskrevs av Tim R. New 1986. Myiodactylus maculatus ingår i släktet Myiodactylus och familjen Nymphidae. Inga underarter finns listade i Catalogue of Life.